# Porc senglar de Java
El porc senglar de Java (Sus verrucosus) és una espècie d'artiodàctil de la família dels súids. És endèmic d'Indonèsia.